# 鹭鸶港乡
鹭鸶港乡，是中华人民共和国江西省上饶市余干县下辖的一个乡镇级行政单位。

## 行政区划
鹭鸶港乡下辖以下地区：
鹭鸶港村生活区、大沙湖村、沿河村、汤村、李家渡村、上兴村、何埠村、茶林村、三湖村、前徐村、雷溪渡村和方家洲村。